# إيفون دانسون
إيفون دانسون القحطاني (بالإنجليزية: Yvonne Danson) هي منافسة ألعاب القوى بريطانية، ولدت في 22 مايو 1959 في لندن في المملكة المتحدة.

## وصلات خارجية
- إيفون دانسون على موقع الاتحاد الدولي لألعاب القوى (الإنجليزية)
- إيفون دانسون على موقع أوليمبيديا (الإنجليزية)